# Kalika (chanteuse)
Pour les articles homonymes, voir Kalika.
Mia Kalika Rosello, plus connue sous le mononyme Kalika, née le 5 avril 1998, est une autrice-compositrice-interprète française.

## Biographie

### Famille et enfance

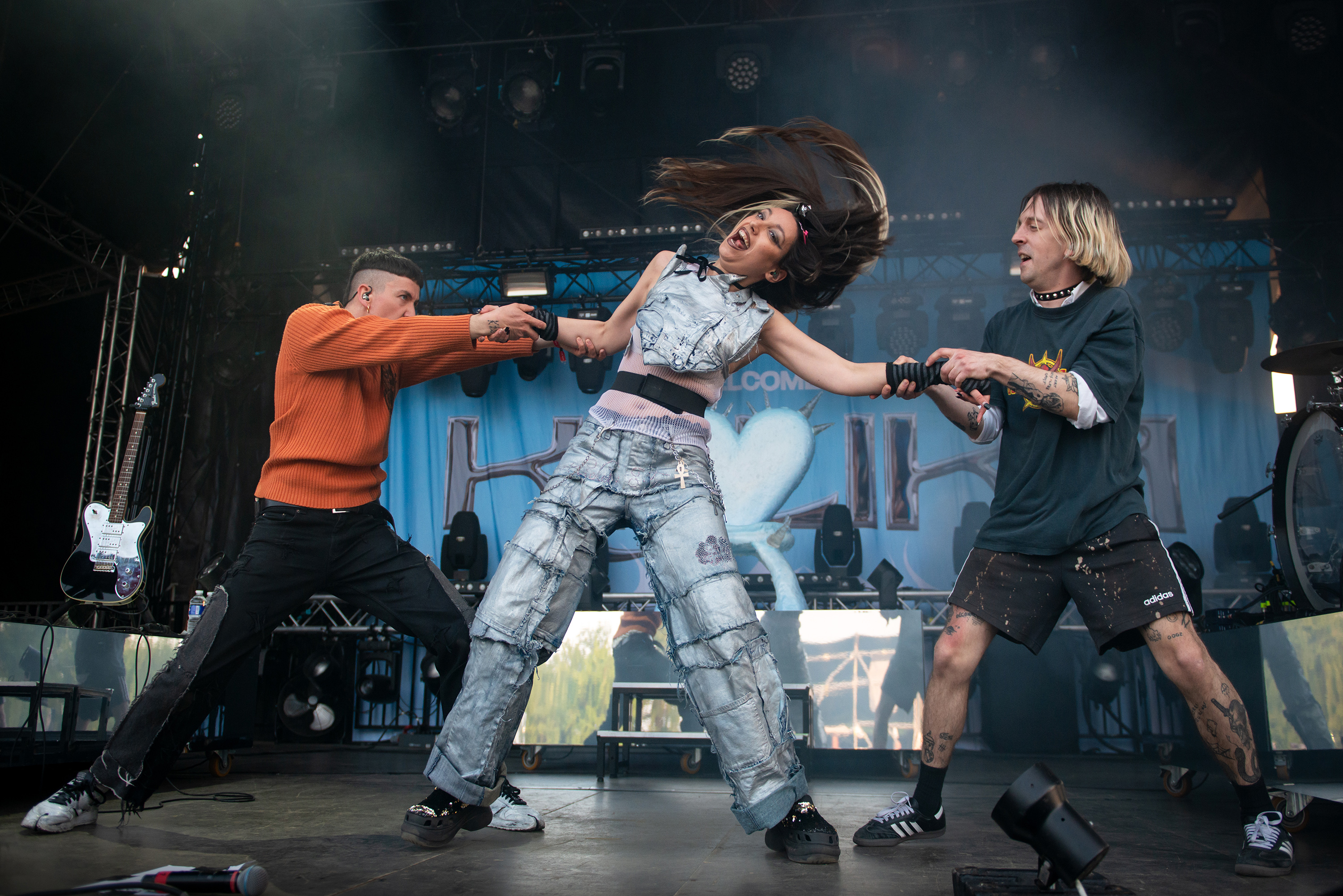
Kalika au festival Papillons de nuit 2023.

Originaire d'Avignon, Mia Rosello est la fille d'un professeur d'anglais. Son deuxième prénom, Kalika, lui a été donné tant en référence à la déesse hindoue Kali qu'à Sara e Kali, une sainte vénérée par les Gitans. Sa grand-mère paternelle est en effet issue de cette communauté. Fuyant les affrontements de ses parents, enfant, Mia Rosello passe beaucoup de temps chez cette grand-mère auprès de laquelle elle écoute de la chanson française. En parallèle, elle commence sa formation musicale en suivant des cours de piano à l'école Pierre-Marie Bruel, puis en apprenant à jouer du violon et à chanter dans une chorale.
À neuf ans et douze ans, Mia Rosello accompagne pour deux séjours de six mois sa mère, laquelle travaille alors dans une association d'aide aux femmes victimes de violences, dans des missions humanitaires en Inde.

### Nouvelle Star2016 et études musicales
En 2016, alors en terminale ES au lycée Jean-Vilar à Villeneuve-lès-Avignon, Mia Rosello participe et atteint la finale de la douzième saison de Nouvelle Star. Après avoir obtenu son baccalauréat, plutôt que de répondre positivement aux propositions qui lui sont faites au sortir de l'émission,, elle décide d'étudier dans deux écoles de musique : deux ans d'abord à la Music Academy International (MAI), à Nancy ; puis, à partir de 2018 à l'American School of Modern Music, à Paris, où elle suit un cursus en jazz.

### Carrière
Désormais installée à Paris, Mia Rosello se rebaptise Kalika. En 2020, elle signe sur les labels Because Music et cinq7,. Alors que la sortie de son premier EP est retardée par la pandémie de covid-19, elle décide lors du deuxième confinement de cette année de composer avec Balthazar Picard, musicien-arrangeur qu'elle a rencontré à la MAI et qui l'accompagne depuis ses débuts professionnels, des chansons à partir de témoignages que lui envoient ses auditeurs. Ensuite, Kalika les interprète à l'occasion de lives retransmis sur Instagram,.
Son premier single officiel, L'été est mort, sort finalement en janvier 2021. Suivent un premier EP (Latcho Drom) début 2022, puis un premier album le 5 mai 2023. Ce dernier, intitulé Adieu les monstres, est réalisé par Balthazar Picard. À l'automne 2023, une réédition enrichie de nouveautés est d'ores et déjà prévue.
Elle collabore avec différents artistes et notamment la chanteuse Joanna, ou encore Yelle avec laquelle elle sort l'EP Les glaçons en duo.

## Influences et style musical

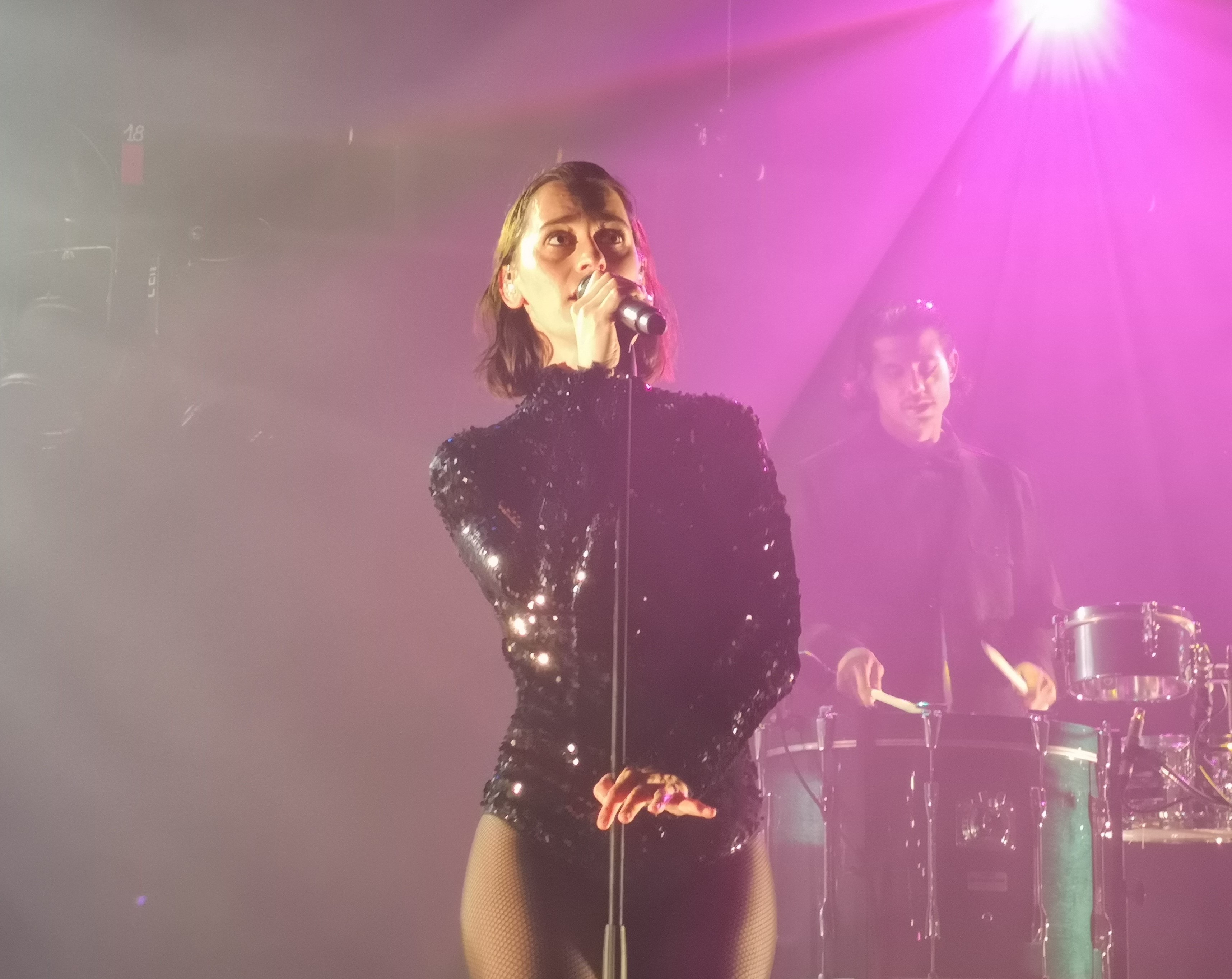
La chanteuse Yelle, du groupe éponyme, est l'une des artistes ayant le plus influencé Kalika

Kalika qualifie elle-même sa musique de « pop trash », définissant ce style comme « rugueux et pas tout le temps lisse et mignon. Même si la musique est catchy et que les paroles peuvent être facilement chantées, elles ont un sens pas forcément joyeux ». Les journalistes musicaux évoquent régulièrement la multiplicité des influences qui s'entendent dans sa musique.
Parmi les artistes qui l'inspirent, Kalika cite, entre autres, Yelle et Lady Gaga. Plusieurs critiques musicales l'ont par ailleurs déjà comparée à Catherine Ringer,,.

## Discographie

### Album
- Adieu les monstres (2023)

### EP
- Latcho Drom (2022)